# Margit Sandemo
Margit Sandemo, geboren Underdal (Lena, 23 april 1924 – Skillinge, 1 september 2018) was een Noors-Zweeds schrijfster. Zij is vooral bekend vanwege de 47 delen tellende fantasy-reeks De Sage van het IJsvolk (Zweeds: Sagan om Isfolket). Sandemo was een erg productief schrijfster: in haar 54 jaar durende schrijverscarrière heeft zij 180 boeken geschreven. In totaal heeft ze meer dan 36 miljoen boeken verkocht.

## Leven en werk
Margit Underdal werd geboren in het dorpje Lena, gemeente Østre Toten, provincie Oppland, gelegen in het zuidoosten van Noorwegen. Ze was het tweede van vijf kinderen van de Noorse dichter Anders Underdal (1880-1973) en de Zweedse lerares Elsa Reuterskiöld (1892–1967). Het echtpaar scheidde in 1930, waarna Elsa met de vijf kinderen terugkeerde naar Zweden, waar ze op vele plaatsen woonden, afhankelijk van de gastvrijheid van Elsa's adellijke familie. De vader bleef achter in Noorwegen en collaboreerde in de Tweede Wereldoorlog met de Duitse bezetters. In haar verdere leven ontweek Margit hem zoveel ze kon. Hij claimde dat hij een onwettige zoon was van de Noorse schrijver en Nobelprijswinnaar Bjørnstjerne Bjørnson, maar deze claim kan niet worden gestaafd, al geloofde zijn dochter het wel. Een boek waarin het verhaal werd ontzenuwd weigerde ze te lezen omdat het voor haar "een te grote schok" zou zijn. 
Tussen haar achtste en haar twaalfde jaar werd Margit Underdal diverse malen verkracht. In 2004 onthulde ze in een interview dat ze als twaalfjarige haar laatste verkrachter had omgebracht. De ernstige trauma's die ze door deze ervaringen opliep leidden tot een zelfmoordpoging op zeventienjarige leeftijd.  
Ze was van 1946 tot zijn dood in 1999 getrouwd met de Noor Asbjørn Sandemo. Met hun drie kinderen woonden ze in het Zweedse Södermanland, totdat ze in 1964 terugverhuisden naar haar Noorse geboortestreek. Toen begon ook haar carrière als schrijfster. Haar debuutroman Tre Friare (Drie versierders) werd talloze malen afgewezen, totdat de uitgeverij Ernst G. Mortensen in Oslo besloot er een serie in magazineformaat van te maken. Na aarzeling (ze had de ambitie 'echte' romans te schrijven en geen triviaalliteratuur) ging ze daarmee akkoord. Vanaf dat moment volgde een grote stroom van dergelijke serieromans. Ze schreef ze in het stationskoffiehuis van haar woonplaats Fagernes, een gewoonte die ze tot op hoge leeftijd behield.
Ze had geen enkele ervaring of scholing als auteur, maar verklaarde later dat je als schrijver geboren moet zijn en het niet kan leren. Haar romans, waarin historische feiten worden vermengd met mythen en sagen vol bovennatuurlijke gebeurtenissen, maakten haar tot een van de meestgelezen schrijvers van Noorwegen en de rest van Scandinavië. Haar bekendste werk is de 47 romans tellende serie Sagan om Isfolket (De sage van het IJsvolk), waarin van de 16e eeuw tot de huidige dag vele generaties worden gevolgd van een familie die te kampen heeft met een verschrikkelijke vloek.
Margit Sandemo overleed in 2018 op de leeftijd van 94 jaar.